# 老章
老章（?—?），元朝将领。畏兀儿氏。曾祖父八丹，祖父腊真，父亲察乃。

## 生平
老章从元明宗于朔漠。
1351年九月，红巾军刘福通攻下汝宁后，十月，元顺帝增派知枢密院事老章领兵会同也先帖木儿进军。1352年，红巾军王权部占领襄阳，元朝命老章与亦都护月鲁帖木儿、豫王阿刺忒纳失里、答失八都鲁等南北进行夹击，五月，襄阳城破，王权被擒牺牲。知枢密院事老章攻陷南阳、邓州。1361年，元顺帝命老章领兵十万出击阳翟王阿鲁辉帖木儿。部下脱欢与宗王囊加等把阿鲁辉帖木儿擒送京师。顺帝斩阿鲁辉帖木儿，封老章为和宁王，加太傅，岭北行省丞相，镇驻北边。